# Juha Vainio
Pour les articles homonymes, voir Vainio.
Juha Harri « Junnu » Vainio, également connu sous le nom Juha « Watt » Vainio, né le 10 mai 1938 à Kotka en Finlande, est un auteur-compositeur-interprète et professeur finlandais. Il est l'auteur d'un total de 2 433 chansons (paroles ou musique), ce qui en fait, avec Reino Helismaa et Vexi Salmi, l'un des auteurs de chansons les plus prolifiques de Finlande. Il a été maître d'école avant d'entamer sa carrière artistique.
Juha Vainio commence à écrire des chansons au début des années 1960 et continuera jusqu'à sa mort. Outre sa ville natale de Kotka, il a vécu pendant plusieurs années à Helsinki et Espoo. Au cours de ses dernières années, Vainio a vécu à Gryon en Suisse, où il est décédé d'une crise cardiaque le 29 octobre 1990. Il est enterré dans la tombe familiale du cimetière d'Hietaniemi à Helsinki.
Il était surnommé « Watt » en raison d'une chanson de son premier album solo, Paras rautalankayhtye, de 1964. Il n'a jamais utilisé seul ce surnom mais toujours sous la forme Juha Watt Vainio.

## Biographie

### Famille et enfance

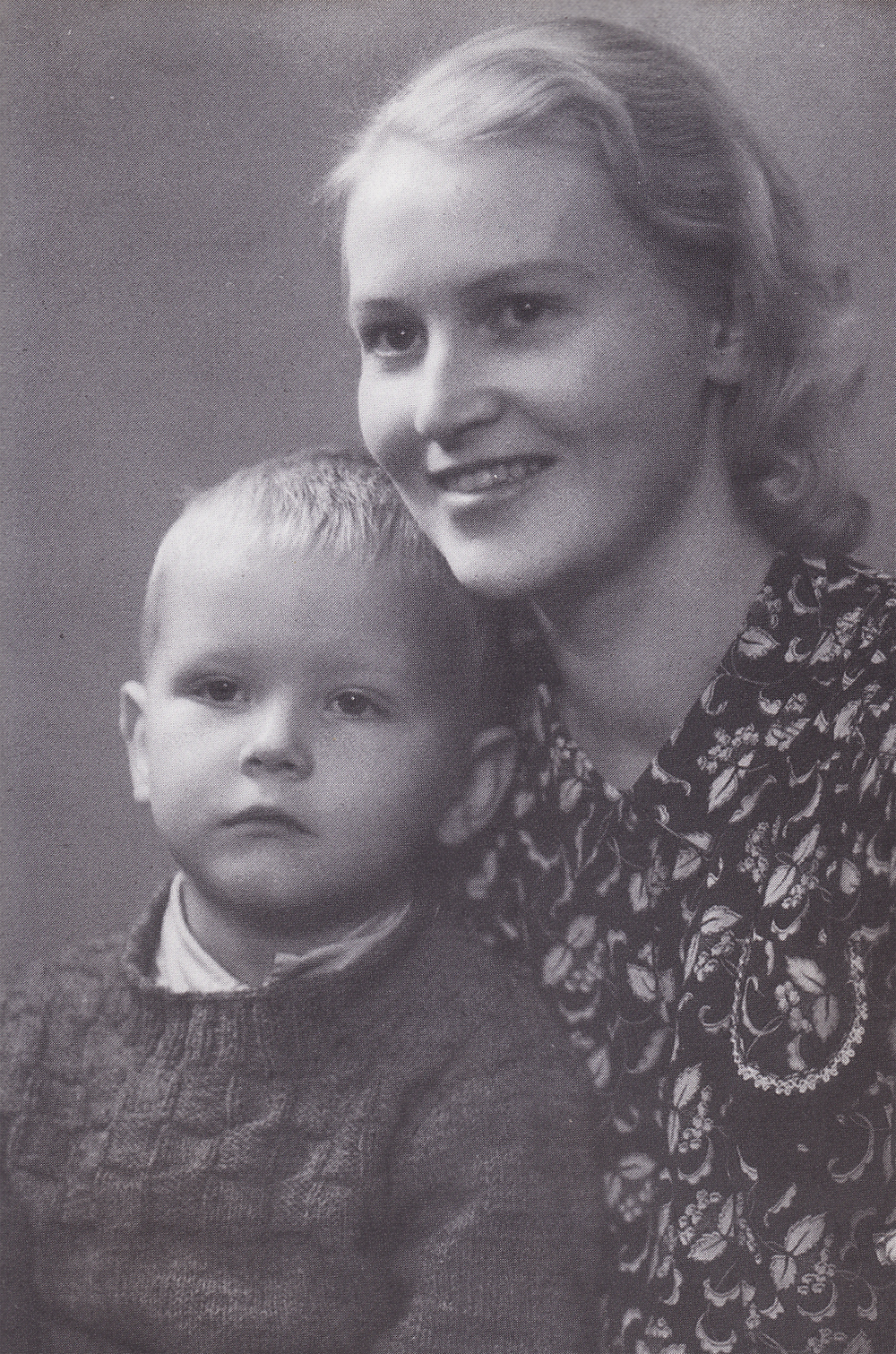
Juha Vainio, enfant, et sa maman Kaarina, au début des années 1940.

Juha Harri Vainio est né le 10 mai 1938 à Kotka. Il est le premier enfant de Tauno et Kaarina Vainio. Il passe une grande partie de sa petite enfance à Vuoksenniska, Imatra. Il a deux frères et sœurs : Marja (née en 1944) et Markku (né en 1946). Le grand-père de Vainio, Emil Alajääski (né en 1881), change son nom en Vainio peu après le début du siècle. La famille de Vainio, du côté de son père, compte de nombreux athlètes, tandis que Kaarina Vainio avait des antécédents sportifs. Après s'être fiancé à Kaarina, en 1937, Tauno Vainio travaille à Vuoksenniska comme chef régional de la Garde Blanche, connu comme un homme de principes. Kaarina Vainio avait fait des études secondaires et Tauno Vainio avait obtenu son diplôme de technicien professionnel.
Enfant, Juha Vainio aime chanter et les voisins de la famille lui demandent souvent de venir se produire. Lorsque la Guerre d'Hiver commence en 1939, Juha Vainio est trop jeune pour comprendre les événements. Après que son père soit allé à la guerre, en tant que capitaine de la force de réserve militaire, Juha Vainio déménage avec sa mère à Metsola au Centre de Kotka. Adulte, Juha Vainio ne se souvient de la guerre que des sirènes des raids aériens et de l'anxiété des gens. Il a dit un jour qu'il avait eu plus peur des femmes d'à côté que de la guerre, mais qu'il admettait que la guerre lui avait laissé des cicatrices émotionnelles. Sa chanson Erääänlainen sotaveteraani (en français : Un genre d'ancien combattant de guerre), sur l'album Sellaista elämä (en français : C'est comme ça que la vie est), fait écho à ces sentiments. Parce que Kotka était une ville portuaire et souvent bombardée, Juha Vainio et sa mère doivent fréquemment évacuer. Parfois, ils allaient loger chez des cousins de sa mère pendant les évacuations et c'est à ces occasions que Juha Vainio devient ami avec Olli Miettinen, un cousin de sa mère. Les deux hommes ont une différence d'âge de six ans. Le seul frère de Kaarina, Vainio Mauno, est tué pendant la guerre.
En 1945, les Vainio s'installent dans une maison individuelle à Metsola, où ils vivront jusqu'en 1950, avant de déménager de nouveau à Kotkansaari, au centre de Kotka. Juha Vainio se souvient que les plus belles années de son enfance ont été passées à Metsola. C'est là qu'il a rencontré Nestori Miikkulainen, de quatre ans son aîné et qui plus tard figure dans sa chanson Vanhojapoikia viiksekkäitä (fi) (en français : Les bacheliers moustachus). Juha Vainio passe souvent du temps dans le port de Kotka avec ses amis. Il aimera toute sa vie la mer.
Enfant, Juha Vainio est diagnostiqué avec une cardiopathie congénitale, ce qui lui donnait des lèvres bleues et entraînait un essoufflement rapide. Il subit une opération cardiaque, au début de 1949, en même temps que sa mère est victime de tuberculose dont elle se rétablie. Juha Vainio est d'abord gardé dans la salle des adultes en raison de la gravité de l'opération, mais il est ensuite transféré en salle des enfants pour récupérer. Il rentre bientôt chez lui et commence à aller mieux.

### Scolarité
L'éducation de Juha Vainio ne commence pas bien. Frustré à l'école, il lui arrive d'être absent pendant trois semaines et ceci sans permission. Après l'école primaire, il fréquente le lycée de Kotka. Au même moment, sa famille déménage de Metsola à Kotkansaari. Pendant ses années d'école, le meilleur ami de Vainio est Risto "Tiso" Warjus, de deux ans son aîné. Ils chantent tous les deux dans la chorale du lycée de Kotka. Le professeur de musique de Vaino, au lycée, Arvo Vainio, est surnommé Junnu en raison de son grand nez ressemblant à celui d'un personnage de bande dessinée du même nom. Plus tard, ce nom est donné à Juha Vainio parce qu'il avait le même nom de famille que le professeur.
À l'âge de quinze ans, Vainio est convaincu de devenir écrivain. Jeune homme, il lit un livre sur la poésie et se dit plus tard qu'il serait facile d'enfreindre les règles, une fois qu'il les aurait apprises. Cela devient évident dans ses essais d'écriture au gymnase que Juha Vainio a du talent en tant qu'écrivain. Cependant, les enseignants éprouvent parfois des sentiments mitigés à l'égard de son écriture. Une fois, il n'est pas noté pour un texte léger qu'il avait écrit sur une colonne, parce que l'enseignant estimait qu'il ne pouvait pas être noté en tant qu'essai. Bien que les essais soient son point fort, l'école n'intéressait pas Juha Vainio. Il songe à quitter l'école, mais le directeur le persuade de changer d'avis. Il est transféré dans une autre école et plus tard, son ami Risto Warjus le rejoint. Finalement, les seules matières scolaires dans lesquelles Vainio excelle sont le chant et les sports.
Vers 1957, la famille de Vainio déménage au centre de Kotka à proximité du port. Après quelques années, ils déménagent de nouveau, cette fois dans un quartier près du parc de Sibelius. Dès l'enfance, Juha Vainio pratique le sport même s'il souffre de problèmes cardiaques, avant la chirurgie. Il aime le football et le basket-ball, qui sont très populaires à Kotka et pratique également le saut en hauteur avec Tiso Warjus. Après son opération cardiaque, la condition physique de Juha Vainio se détériore, mais la pratique du sport l'aide à l'améliorer.

### Premier rapport avec la musique

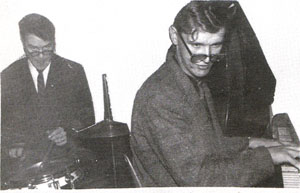
Juha Vainio (à droite) au restaurant Fennia, en 1957.

Juha Vainio s'intéresse à la musique et commence à fréquenter des musiciens, au milieu des années 1950. Le centre de la musique jazz à Kotka est le restaurant Fennia, où se produisent des artistes tels que Keijo Laitinen et le cousin de la mère de Juha Vainio, Olli Miettinen. Bien que Juha Vainio ait moins de 21 ans et soit considéré comme mineur, il réussit à se glisser dans le restaurant où il présente ses paroles aux musiciens et est parfois autorisé à jouer du piano. Vainio se rappelle que ses amis se souvenaient de lui comme s'il était toujours sans le sou. Il commence à boire de plus en plus, demandant souvent un verre à ses amis.
Fin 1956, Juha Vainio habite à côté d'un de ses amis musiciens, Heikki Kauppinen, qui est plus âgé que lui de trois ans. Il fait aussi la connaissance du batteur Erkki Liikanen. Les amis avaient des goûts musicaux différents avec Olli Miettinen et Reijo "Rempo" Tani qui écoutent du jazz, tandis que Juha Vainio aime la musique schlager. Juha Vainio cite et décrira, plus tard, plusieurs de ses amis dans les paroles de ses chansons
Vainio est appelé en 1957 pour faire son service militaire dans l'armée finlandaise. Il a alors 19 ans et est dans son avant-dernière année au lycée. Cependant, il ne voulait pas commencer son service militaire juste après les examens de fin d'études secondaires, parce qu'il voulait d'abord trouver un emploi. Le printemps suivant, lors de sa dernière année de gymnase, il décide d'aller à Paris en vacances avec son ami Pekka. Juha Vainio doit réussir ses examens de fin d'études secondaires, au printemps 1959, mais il échoue à l'examen de suédois et doit attendre l'automne pour le réussir.

### La paternité, l'enseignement et le service militaire
À Fennia, Juha Vainio rencontre sa future épouse, Taina Kaukonen. Lorsque Taina tombe enceinte, au début des années 1960, les parents de Juha Vainio réprimandent le jeune père. Le couple se marie donc à l'été 1960 et un fils, Ilkka, nait en octobre de la même année. Juha Vainio et Taina auront trois autres enfants : Sami en 1961, Kalle en 1963 et Kati en 1967. Au début, le jeune couple vit chez les parents de Juha, mais il s'installe à Helsinki lorsque Juha Vainio y commence ses études. Il étudie à la Yhteiskunnallinen korkeakoulu (École des sciences sociales, qui devient plus tard l'université de Tampere) et plus tard à l'Opettajakorkeakoulu (École de formation professionnelle des enseignants), où il obtient son diplôme d'enseignant.
Juha Vainio enseigne dans les classes supérieures de l'école primaire d'Yläpäää, où les élèves le surnomment « Junnu ». Ses méthodes d'enseignement sont détendues, par exemple faire chanter aux élèves une chanson pour enfants au lieu d'un hymne le matin. Les élèves peuvent aussi manger et regarder la télévision avec Vainio. En 1964, il s'absente temporairement de l'enseignement en raison de son service militaire. Déjà connu comme parolier, alors qu'il est à l'armée, Vainio est chargé d'écrire les paroles de la nouvelle chanson de la brigade de Carélie (en). Vainio termine son service militaire à l'automne 1964, à l'âge de 26 ans.

### Percée

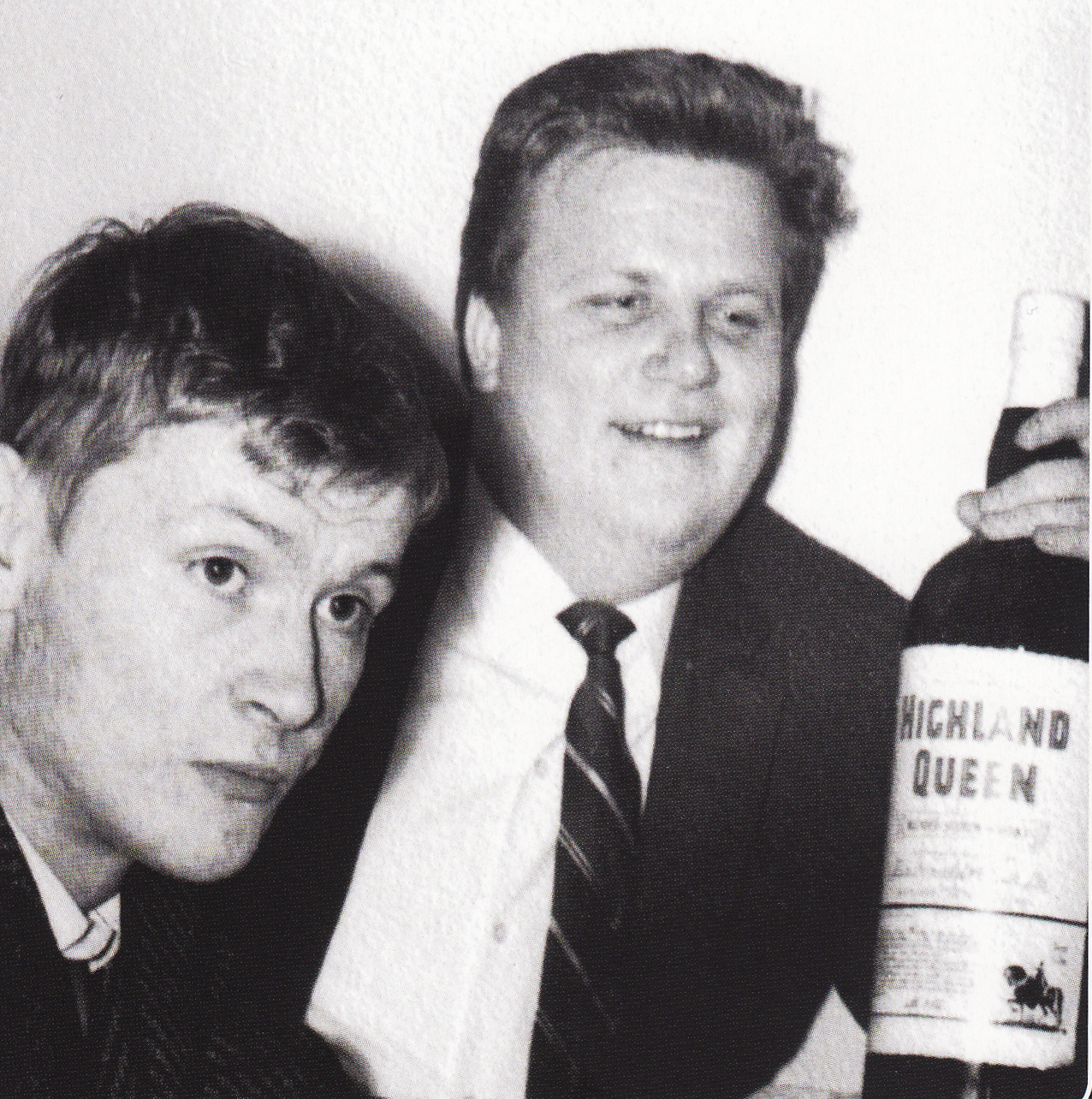
Juha Vainio et son ami Keijo Laitinen, en 1960.

Parmi les influences musicales de Juha Vainio, on peut citer Tapio Rautavaara, Georg Malmstén (en) et Henry Theel (en). Jeune homme, il a suivi une formation musicale parce qu'il voulait devenir musicien professionnel. Il commence à écrire des textes pour des groupes d'amis et ses textes lui apportent le succès. Vainio est avant tout un parolier : il écrira les paroles ou de la musique de plus de 2 400 chansons publiées dont la plupart seront enregistrées par d'autres. De nombreuses paroles de Juha Vainio ont été écrites pour Toivo Kärki (en). Par ailleurs, il traduit en finnois, des chansons populaires étrangères, travail qu'il abandonne par la suite, car les traducteurs ne touchent qu'une rémunération fixe plutôt que des redevances.
Au début de sa carrière, le comédien Spede Pasanen demande à Juha Vainio et à ses amis de jouer dans une émission radiophonique appelée Ruljanssiriihi. Le groupe accepte, et après que Pasanen abandonne l'émission de radio pour commencer sa carrière télévisuelle, les musiciens le suivent. Ils jouent dans les émissions de Spede Pasanen comme Speden saluuna (en français : Le salon de Spede) et 50 pientä minuuttia (en français : 50 petites minutes).
Avec l'aide de son ami Erkki Liikanen, Juha Vainio décroche un contrat avec la maison de disques Finndisc. Son premier single, Paras rautalankayhtye est enregistré en 1964. En même temps, Juha Vainio reçoit le surnom de Watt, qui était imprimé sur la couverture du single. Il écrit des textes pour plusieurs interprètes, dont Katri Helena. En 1965, ses parents et frères et sœurs s'installent à Helsinki et à peu près au même moment, lui et sa famille s'installent à Espoo, où ils vivront plus de 25 ans. En 1966, il perd un bon ami lorsque Olli Miettinen décède à l'âge de 34 ans.
Les chansons de Juha Vainio Mistä löydän ystävän (en français : Où puis-je trouver un ami) et Maanantaitango (en français : Tango du lundi) ont déjà été enregistrées par Katri Helena, en 1963, avant qu'il ne fasse son service militaire. Lorsque Juha Vainio quitte l'armée, il se lie d'amitié avec le compositeur et journaliste musical Sauvo Puhtila (fi) (connu du public finlandais sous le pseudonyme Saukki), qui lui indique que Yleisradio a besoin de paroliers. Désireux de quitter son travail d'enseignant, Juha Vainio démissionne et commence à collaborer avec le musicien Reino Markkula. Leur chanson Sä kuulut päivääään jokaiseen (en français : Tu appartiens à chaque jour), composée par Markkula avec des paroles de Vainio, est donnée à Eino Grön qui en a fait un tube.
Juha Vainio travaille chez Fazer Music comme parolier avec un salaire mensuel et en même temps il écrit ses propres chansons. Il a traduit plusieurs tubes internationaux en finnois, dont Piilopaikka (en français : Cache-cache, à l'origine la chanson You've Got Your Troubles (en)) de Danny et Nyt meni hermot (en français : Maintenant je suis furieux), devenue l'enregistrement à succès du groupe pop The First. Juha Vainio est souvent en retard pour les séances d'enregistrement en studio, ce qui irritait les groupes et la direction de la compagnie. À 30 ans, Juha Vainio écrit l'une de ses traductions les plus célèbres, Kolmatta linjaa takaisin interprétée par Fredi (en français : De retour à Kolmas Linja,). Un autre de ses succès est la traduction de Penny Lane des Beatles, enregistrée par Pepe Willberg (en) sous le titre Röööperiin (en français : À Punavuori, dérivé de l'argot suédois du nom du quartier). Bien que la version de Vainio se déroule à Helsinki, il a indiqué qu'il pensait à Kotka quand il a écrit les paroles.
En plus d'écrire des chansons pour d'autres, Juha Vainio devient un artiste solo populaire. Il a aussi écrit la musique de plusieurs de ses chansons, bien qu'il ne se considère jamais comme un chanteur ou un compositeur, mais surtout comme un parolier. Au début, il travaille avec l'orchestre de Pertti Metsärinne, enregistrant la chanson Hum-Boogie (un jeu de mots humpuuki, signifiant en français : charlatan). Parmi ses premiers enregistrement, il y a les chansons Jos vain saisin nastahampaan takaisin (en français : Si seulement je pouvais avoir les dents en pointe à nouveau), de 1964, Suolaa, suolaa, enemmän suolaa (en français : Du sel, du sel, encore plus de sel), mais aussi Juhannustanssit (en français : Le bal de la mi-été), en 1965. Tous ces titres figurent sur le premier album de Juha Vainio, Juha "Watt" Vainio.
Au milieu des années 1960, Juha Vainio remporte du succès avec ses chansons Sellanen ol'Viipuri (en français : Tel était Vyborg), Turistit tuppukylään (en français : Les touristes arrivent dans la petite ville) et une chanson écrite avec Erik Lindström (fi), Herrat Helsingin (en français : Les gros bonnets d'Helsinki). Lorsque la société Finndisc est vendue à Scandia, la collaboration entre Juha Vainio et Lindström prend fin. Juha Vainio fait rapidement la connaissance du compositeur Jaakko Salo (fi), qui lui est présenté par Saukki. Il commence à écrire des paroles pour le compositeur Toivo Kärki, qui venait de perdre son parolier principal, Reino Helismaa (fi) en janvier 1965,.
Suomi-Ruotsi (en français : Finlande-Suède) et Matkarakastaja (en français : Amoureux voyageur), parue en 1971, sont des chansons bien connues de la fin des années 1960 et du début des années 1970, qui ont été critiquées. Alors que les premiers albums de Juha Vainio étaient des compilations de singles, il enregistre son premier album studio en 1972. L'album Viisari värähtääää (en français : Le pointeur tremble) comprend la chanson Kaunissaari (une référence à un lieu en Finlande) où Juha Vainio a enregistré à plusieurs reprises au cours de sa carrière. Elle est également présente sur son album suivant Tulin, näin ja soitin, en français : Je suis venu, j'ai vu, j'ai joué, qui sort en 1975. Bien que Matkarakastaja et Viisari värähtääää aient été les premières compositions publiées de Juha Vainio, ce n'est qu'à la fin des années 1970 qu'il commence à composer, plus activement, de la musique.
En 1966, Juha Vainio se lie d'amitié avec Vexi Salmi et Irwin Goodman. Le trio fait une tournée estivale, intitulée Kansalle mitä kansa haluaa (en français : Donnez au peuple, ce que le peuple veut), mais parfois Vainio était trop ivre pour se produire. Juha Vainio et Reijo Tani vont faire une série de singles, en 1968, appelée Juha "Watt" Vainio ja Reijo Tani. L'album comprend Kauhea kankkunen (en français : Gueule de bois horrible) de Vainio et Vanha salakuljettaja Laitinen (en français : Laitinen l'ancien contrebandier), tous deux en collaboration avec Toivo Kärki. Ce dernier titre porte le nom de Keijo Laitinen, un bon ami de Vainio. En 1970, Vainio commence à écrire des causeries avec Gunnar Mattsson.

### Retour à l'enseignement

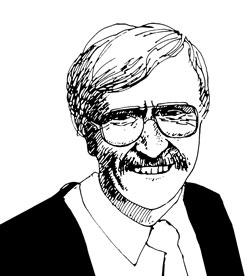
Dessin de Juha Vainio (2008).

Juha Vainio reprend l'enseignement au début des années 1970. Il donnait des surnoms à tous ses élèves, qui en retour l'appelaient Junnu. Il avait l'habitude de trouver des méthodes très peu orthodoxes de punition, mais en général, il s'entendait bien avec ses élèves. Souvent en retard, il avait pour habitude de laisser beaucoup de paperasse inachevée. Peu de temps avant qu'il n'abandonne l'enseignement, Juha Vainio organise une excursion pour exprimer aux élèves sa gratitude pour le temps qu'il avait passé avec eux.

### Consommation d'alcool

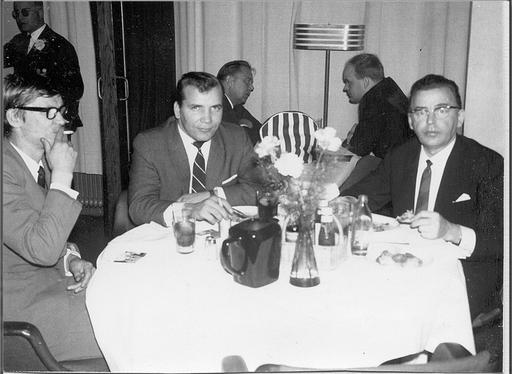
Juha Vainio (à gauche) en compagnie d'Eino Grön et d'Olavi Virta, en 1969.

Avec le temps, Juha Vainio consommait de plus en plus d'alcool. À la fin des années 1960, il fréquente Tapion Tuoppi avec Gunnar Mattsson et Aarre Elo. Il avait souvent sur lui une flasque au cas où il manquerait de quelque chose à boire. La dégradation de ses relations familiales est considérée comme l'une des raisons pour lesquelles il boit. Plusieurs de ses amis étaient aussi des buveurs excessifs, mais malgré son problème d'alcool, il s'arrangeait toujours pour rendre ses paroles à l'heure.
Les amis de Juha Vainio, Heikki Kauppinen et Reijo Tani, arrêtent de boire en 1972 et Vainio trouve d'abord leur décision étrange. Quand Vexi Salmi est embauché par Fazer, en 1970, Vainio et Salmi commencent à boire souvent ensemble et parfois même ils venaient travailler avec la gueule de bois. Une fois, Vainio oublie qu'il était supposé avoir fini le texte d'un air publicitaire. À l'échéance, Juha Vainio était trop tendu pour finir les paroles et c'est Salmi qui accepte de l'aider en écrivant les paroles pour la composition de Juha Vainio. La consommation d'alcool de Vainio augmente dans les années 1970, et ses parents ne peuvent que l'observer sans pouvoir rien y faire. Il se disait que Juha Vainio n'allait pas dormir la nuit, à moins d'avoir de l'alcool sous son lit et qu'il gardait toujours une bouteille avec lui. Puis il commence à se rendre compte qu'il ne pouvait pas vivre comme ça éternellement. À l'été 1975, il décide qu'il avait besoin d'arrêter de boire totalement. Il est particulièrement aidé dans cette décision par son ami footballeur Kai Pahlman, qui dit à Vainio qu'il était surpris de le voir encore en vie. Fin 1975, Vainio reste sobre pendant quatre mois, mais s'effondre très rapidement. En janvier 1976, il est finalement parvenu à arrêter de boire pour de bon.
Juha Vainio est soutenu par ses amis qui avaient arrêté de boire quelques années plus tôt, comme Osmo "Osku" Kanerva. Eino Grön, un ami de Vainio, décide de suivre son exemple et réussit à abandonner l'alcool un an et demi après Vainio. Juha Vainio ne voulait pas être traité d'abstinent et se considère comme un alcoolique guéri. Après avoir arrêté de boire, les chansons de Vainio deviennent plus sérieuses et plus sensibles, bien qu'il ait aussi écrit des paroles humoristiques.
Bien que Juha Vainio lui-même ne consommait plus d'alcool, il était tolérant à l'égard de la consommation d'alcool des autres et pouvait passer du temps avec ses amis même s'ils buvaient, en gardant de l'alcool dans sa maison au cas où ses amis viendraient. Il a également commencé à discuter de la consommation d'alcool dans les paroles de ses chansons. Se débarrasser de son problème d'alcool n'a pas résolu les problèmes domestiques de Vainio : lui et Taina finissent par divorcer.

### Les changements
Après son divorce, la vie de Juha Vainio a lentement commencé à changer. Sur le plan créatif, il est plus prolifique que jamais, à la fin des années 1970 et 1980. Il commence à composer en plus d'écrire des textes. Il travaille beaucoup avec Veikko Samuli et Jaakko Salo, et ce dernier commence à arranger des chansons que Vainio avait écrites.
En 1976, la chanson de Vainio, Jawohl, jawohl de Kansi kiinni ja kuulemiin (en français : Remets le couvercle et aurevoir) est critiquée pour ses commentaires sur les touristes allemands qui visitent la Laponie. L'album comprend également une chanson sensible, Mä uskon huomispäiväiväään (en français : Je crois en demain). Les autres chansons connues de l'album sont Playboy 60 v (en français : Playboy de 60 ans), Suomi-Ruotsi (en français : Finlande-Suède) et Taas lapsuuden maisemiin (en français : De retour là où j'ai grandi).
Juha Vainio commence à composer activement à la fin des années 1970, bien qu'il ait déjà publié ses propres compositions au début de la décennie. Ses premières compositions comprennent Matkarakastaja et Viisari värähtäää. Parmi ses chansons les plus populaires, de la fin des années 1970, on trouve Käyn ahon laitaa (en français : Je marche au bord d'une clairière) de l'album 1979 du même nom. Même si Vainio avait déjà arrêté de boire, il chantait encore parfois sur l'alcool. Vainio commence à écrire des chansons plus sensibles, une tendance qui se dessine dans ses albums suivants. L'Albatrossi ja sorsa de 1981 (en français : L'Albatros et le Canard) contient une des chansons les plus connues de Vainio, Albatrossi. Le thème de la chanson est la jeunesse perdue. Un autre titre sensible de l'album est Apteekin ovikello (en français : La clochette de pharmacie), une idée inspirée par Tapio Rautavaara. D'autres chansons bien connues sont Panaman konsuli (en français : Le Consul du Panama) et Kun mä rupesin ryyyppääämäään (en français : Quand j'ai commencé à boire).
En 1976, Juha Vainio est engagé pour écrire un certain nombre de chansons grivoises qui sont plus tard sorties sur cassette. Vainio écrit une partie des chansons et chante sur le disque avec tous les musiciens en utilisant des pseudonymes, Vainio étant Junnu Kaihomieli. Beaucoup de chansons sont basées sur une mélodie familière dont les droits d'auteur avaient déjà expiré, comme, la chanson Kumi-Roope (en français : Toit en caoutchouc) est une version obscène de la chanson populaire Rosvo-Roope (en français : Roope le voleur). En 1979, Vainio participe à un autre enregistrement de chansons similaires. Celles-ci sont publiées sur disques compacts en 1992 et 1997 sous les noms de Pahojen poikien lauluja 1-2 (en français : Les chansons des mauvais garçons 1-2) et Porno-ooppera / Pahojen poikien lauluja 3 (en français : Porn Opéra / Les chansons des mauvais garçons 3). Les deux disques deviennent disques d'or.
En 1982, Juha Vainio collabore avec la culturiste Kike Elomaa. Ils chantent ensemble sur le single Kunto nousee sullakin (en français : Tu seras aussi en forme), avec des paroles de Vainio. La face B, du single est Pokkana ja paikallaan (en français : Sérieux et encore), chanté par Elomaa seule. Un album de compilation intitulé Sellaista elämä on (en français : La vie est ainsi) suivit en 1983, composé des chansons les plus populaires que Vainio avait lui-même enregistrées,. En 1985, Elämäää ja erotiikkaa (en français : Vie et érotique) est le dernier album studio de Vainio. Aleks ja Jaan (en français : Aleks et Jaan), Heiskasen kanssa kanssa kun heiluttiin (en français : Quand nous avons traîné avec Heiskanen) et Yksinäinen saarnipuu (en français : Frêne solitaire) font partie des morceaux populaires de l'album.
Après son divorce, Juha Vainio avait commencé à sortir avec Pirkko Heikkala. Le couple se marie le 27 décembre 1981 à Kuusamo. En 1983, ils ont une fille, Suvi. Le couple s'installe en Suisse à la fin des années 1980. En 1988, Katri Helena, Eino Grön, Pave Maijanen et d'autres artistes populaires se produisent à un concert organisé pour célébrer le 50e anniversaire de Vainio.

### Décès
Les problèmes cardiaques de l'enfance de Juha Vainio réapparaissent en 1990, avec sa sœur Marja qui se souvient qu'il plaçait souvent sa main sur son cœur. Il avait même fini d'écrire son testament. À une certaine époque, Vainio fait un voyage en Floride avec son ami, le compositeur Veikko Samuli (fi). Vainio doit aller aux toilettes pendant le vol, et bientôt, l'équipage fait appel à un médecin. Vainio avait gardé ses médicaments pour le cœur dans sa poche, où la boîte s'était ouverte et mélangée à ses pastilles. Vainio avait accidentellement avalé trop de médicaments et son rythme cardiaque commençait à ralentir. Une fois qu'une hôtesse de l'air découvre ce qui s'était passé, elle lui sauve la vie en le forçant rapidement à vomir.
Juha Vainio donne sa dernière représentation, le 12 octobre 1990. Il décède d'une crise cardiaque, à son domicile de Gryon, en Suisse, le 29 octobre 1990, dans les bras de sa femme : il est âgé de 52 ans. Une cérémonie d'inhumation a lieu dans la ville de Vevey et le corps de Juha Vainio est ramené en Finlande puis enterré dans la tombe familiale du cimetière d'Hietaniemi à Helsinki.
La veille de sa mort, Vainio était devenu ami avec l'entraîneur de hockey sur glace Juhani Tamminen et ce dernier avait dîné avec sa famille. Selon Tamminen, Vainio était en bonne forme. La semaine suivante, Tamminen apprend la mort de Vainio par un ami qui l'avait lue dans un journal finlandais.
Le disque sur lequel Juha Vainio avait travaillé pendant les dernières années de sa vie est sorti, à titre posthume, par Scandia en 1991 sous le titre de Viiskymppisen viisut (en français : Les tubes d'un cinquantenaire). La chanson Kauan sitten (en français : Il y a longtemps) qu'il avait enregistrée, au début des années 1970, était particulièrement importante pour Vainio. Le collaborateur le plus important de Vainio durant ses dernières années fut le producteur Jaakko Salo.

## Surnoms et pseudonymes
Les surnoms les plus connus de Juha Vainio sont Junnu et Juha "Watt" Vainio. Junnu était un nom familier également utilisé en relation avec son nom de famille comme Junnu Vainio. Le nom Juha "Watt" Vainio est utilisé sur la couverture de plusieurs albums et était un nom connu du public. Les amis de Vainio n'ont jamais utilisé le surnom de Watt - pour eux, il est toujours resté Junnu.
Parmi les pseudonymes utilisés par Vainio figurent Junnu, Junnu Kaihomieli, Jorma Koski, Ilkka Lähde, Mirja Lähde, Kirsi Sunila et Heikki Ilmari. Le nom de Junnu Kaihomieli a été utilisé pour les chansons grivoises de Vainio à la fin des années 1970.

## Commentaires critiques
Peter von Bagh considère Vainio comme le pionnier des chansons humoristiques finlandaises, des années 1960, depuis qu'il a commencé à composer, avant Irwin Goodman. Le producteur Jaakko Salo indique que la carrière de Vainio a pris un nouveau départ lorsque Vainio a cessé de boire. Selon lui, il ressort clairement des textes de Vainio que ses chansons sont basées sur ses propres expériences.
Selon l'écrivain et réalisateur Jukka Virtanen, Juha Vainio écrivait ses textes en même temps que la musique. C'est ce qui ressort de la chanson Vanhojapoikia viiksekkkäitä, écrite en valse et dont les paroles mettent en scène un vieux célibataire qui n'a jamais pu danser à son propre mariage. Virtanen dit que même si Vainio travaillait à un rythme rapide, les chansons n'étaient jamais faciles à écrire pour lui. Son travail n'est pas devenu plus facile quand il a cessé de boire, mais il est devenu plus émotionnel.

## Loisirs
Vainio jouait souvent au football et au basket-ball dans sa jeunesse et plus tard, il est resté un spectateur enthousiaste. Il a écrit les paroles de l'hymne de l'équipe de hockey sur glace Tappara, Tappara on terästä (en français : Tappara est fait d'acier), composé par Reijo Lehtovirta en 1976. Mikko Westberg, le manager de Tappara, a demandé à Vainio d'écrire une chanson pour l'équipe, demandant que les paroles contiennent les phrases Tappara est fait d'acier et pain de seigle. Juha Vainio est devenu un fan à vie de Tappara après avoir écrit la chanson.
Juha Vainio aimait la mer et la voile. Il emmenait souvent sa famille et ses amis naviguer dans son bateau, et en 1987, il achète une île à Österskär (en) avec sa femme Pirkko. Son amour pour la voile est évident dans la chanson Kaikki paitsi purjehdus on turhaa (en français : Tout est inutile, sauf la voile), composée par Lasse Mårtenson.

## Héritage
Depuis la mort de Juha Vainio, de nombreux concerts ont été organisés en son hommage ainsi qu'un événement pour célébrer son 70e anniversaire en mai 2008. L'ami de Vainio, l'auteur-compositeur Jukka Virtanen, a écrit une pièce de théâtre intitulée Albatrossi ja Heiskanen (en français : L'Albatros et Heiskanen), basée sur les chansons de Vainio. Elle est jouée pour la première fois dans sa ville natale de Kotka en 1992 et a été jouée de nombreuses reprises, depuis. Le film finlandais Keisarikunta (en français : L'Empire) décrit la jeunesse de Vainio et de ses amis à Kotka dans les années 1950.
Le Prix Juha Vainio (en finnois : Juha Vainio-palkinto) pour les écrivains est créé en 1991 et est décerné chaque année à des paroliers renommés finlandais avec un prix annuel de 5 000 euros (anciennement 30 000 marks finlandais). En décembre 1994, un club nommé Junnun Lauluseura (en français : Le club de chant de Junnu) est créé. Parmi ses membres, on compte Keijo Laitinen, Pertti Metsärinne et Reijo Tani, amis de Vainio. Le club a publié deux livres intitulés finnois : Junnun laulipas 1 et Junnun laulipas 2.
Le travail de Vainio continue d'avoir une grande importance dans la musique populaire finlandaise, comme en témoignent les deux albums de reprises de Vainio par Vesa-Matti Loiri, en 2003 et 2004.
Toutes les chansons que Vainio a enregistrées ont été publiées en 2008 dans un coffret CD Legendan laulut - Kaikki levytykset 1963-1990 (en français : Chansons de la Légende - Tous les enregistrements 1963-1990). Il comprend ses jingles publicitaires, des chansons grivoises et un livre. Un album de compilation, sorti dans un coffret, intitulé Legendan laulut - 48 mestariteosta (en français : Chansons de la Légende - 40 Chefs-d'œuvre) a obtenu la deuxième place dans les classements de vente des disques finlandais. Le fils de Juha Vainio, Ilkka Vainio, est aussi dans le domaine de la musique et travaille comme producteur et auteur-compositeur.

## Discographie
La discographie de Juha Vainio comprend :

### Albums
- Juha « Watt » Vainio (1966, compilation de singles)
- Juha « Watt » Vainio ja Reijo Tani (1968, compilation de singles)
- Viisari värähtää (1972)
- Tulin, näin ja soitin (1975)
- Kansi kiinni ja kuulemiin (1976)
- Käyn ahon laitaa (1979)
- Albatrossi ja sorsa (1981)
- Sellaista elämä on (1983)
- Elämää ja erotiikkaa (1985)
- Viiskymppisen viisut (1991)

## Source de la traduction
- (en) Cet article est partiellement ou en totalité issu de l’article de Wikipédia en anglais intitulé « Juha Vainio » (voir la liste des auteurs).